# Rui Costa
Rui Manuel César Costa, eller Rui Costa, född den 29 mars 1972 i Lissabon, är en portugisisk före detta fotbollsspelare. Rui Costa spelade som offensiv såväl som defensiv mittfältare. Han var känd för sin fina teknik och passningsspel. Costa nominerades 2004 av Pelé till FIFA 100, en lista över världens 125 största nu levande fotbollsspelare.

## Karriär
Rui Costa började sin karriär i Benficas ungdomslag och lånades ut till Fafe under en säsong. Han togs ut till U20-landslaget av Carlos Queiroz där han vann VM-guld för U20-landslag 1991 när Portugal vann på hemmaplan mot Brasilien och Rui Costa själv satte straffen som avgjorde matchen. Spelarna sågs som en gyllene generation inom portugisisk fotboll. Han återkom till Benfica och vann ligan med laget.
1994 köptes Rui Costa av Fiorentina där han kom att tillhöra Serie A:s bästa offensiva spelare. Han lämnade klubben 2001 sedan den gått i konkurs. 2001 såldes han till AC Milan där han vann Serie A 2004, Coppa Italia 2003, Supercoppa italiana 2004, Uefa Super Cup 2003 och Champions League 2003. När Kaká anslöt till Milan bänkades Costa. 
2006 återvände han till den portugisiska klubben SL Benfica där han spelade fram till 2008.
Rui Costa debuterade i Portugals A-landslag 1993. Den första stora turneringen var EM i fotboll 1996. Ett lag med bland andra Luís Figo och Rui Costa tog sig till kvartsfinal som gruppettor men föll där mot de blivande finalisterna Tjeckien. I det portugisiska landslaget kom de största framgångarna för Rui Costa under 2000-talet. I EM 2000 nådde laget semifinal och när EM spelades på hemmaplan 2004 nådde laget final där man överraskande förlorade mot Grekland. Costa spelade sin sista landskamp 2004.